# دواين هاربر
دواين هاربر (بالإنجليزية: Dwayne Harper)‏ هو لاعب كرة قدم أمريكية أمريكي، ولد في 29 مارس 1966 في أورانجبورغ في الولايات المتحدة.